# Étienne de Paule de Fallot de Beaupré de Beaumont
Étienne-André-François de Paule de Fallot de Beaupré de Beaumont (Avignone, 1º aprile 1750 – Parigi, 27 ottobre 1835) è stato un politico e arcivescovo cattolico francese.

## Biografia
Suo padre, Jean Joseph Albert Fallot di Beaumont de Beaupré (1711-1805), sposò nel 1741 Jeanne Anne Mazade, sorella di Guillaume Mazade di Saint-Bresson, il tesoriere degli Stati della provincia della Linguadoca. Suo fratello maggiore, Antoine Joseph Michel Fallot Beaumont (1746-1824) era tenente del Reggimento delle Guardie francesi. sposò nel 1808, Adelaide Marguerite Desmart (1766-1851) proprietaria di una casa da gioco a Parigi. Sua sorella, Marie Françoise Félicité Fallot de Beaumont (1755-1838), sposò nel 1774 Jean Baptiste Guillaume L'Espine du Puy (1747-1819), ufficiale nel Reggimento di cacciatori.
Destinato fin da piccolo per alla vita ecclesiastica, fu canonico della cattedrale di Agde e vicario generale di Blois. Egli ottenne nel 1781 l'abbazia di Sept-Fontaines, nella diocesi di Langres, e presto raggiunse le dignità più elevate: fu nominato, il 16 dicembre 1782, coadiutore di Vaison e vescovo titolare di Sebastopoli lo stesso giorno; fu consacrato il 21 dicembre dal cardinale Enrico Benedetto Stuart. Divenne vescovo di Vaison nel 1786.
Ma la diocesi di Vaison fu soppressa de facto nel 1790 e il vescovo fu denunciato da Pierre Balthazard Bouche all'Assemblea costituente del 1789 come pubblicamente rallegratosi dei massacri dei patrioti francesi. De Beaumont dovette ritirarsi in Italia; rimase per diversi anni nello Stato Pontificio; poi tornò in Francia e si nascose a Marsiglia sotto il Direttorio. Col colpo di stato del 18 brumaio poté rientrare ed acconsentì a dare le dimissioni dopo il Concordato del 1801 che regolarizzava le relazioni con la Francia napoleonica e sopprimeva canonicamente la sua vecchia diocesi. Nominato vescovo di Gand dal Primo Console nel 1802, passò il 22 marzo 1807 a Piacenza, con una missione segreta dell'Imperatore relativa agli affari in Italia. Il vescovo Fallot de Beaumont era molto devoto a Napoleone I. Creato barone dell'Impero francese il 7 giugno 1808, partecipò al consiglio convocato a Parigi nel 1811, e fece parte della delegazione degli otto prelati inviati a Savona per tentare di strappare alcune concessioni dal papa.
Nel 1813, fu promosso all'arcidiocesi di Bourges, prestando giuramento all'imperatrice Maria Luisa d'Asburgo-Lorena, all'epoca reggente, poiché il papa non provvedeva più alle diocesi francesi nominando i vescovi per bolla, ed egli si sforzò di non scontentare le due parti. Nello stesso anno fu incaricato di andare a Fontainebleau per proporre a Pio VII un riavvicinamento; ma il papa era determinato ad entrare in trattativa solo quando sarebbe tornato a Roma; un secondo tentativo nel 1814 non portò risultati migliori.
Elevato conte dell'Impero francese il 10 gennaio 1814, il vescovo de Beaumont si trovava a Bourges al tempo della prima restaurazione; In cattedrale, il giorno di Pasqua cantava il Te Deum che celebrava il ritorno dei Borbone, poi lasciò la sua diocesi per recarsi a Parigi.
A causa delle missioni compiute a nome dell'imperatore, ebbe rapporti problematici con il Papa: già sconsacrato dal cardinale Bartolomeo Pacca, pro-segretario di stato, dovette rinunciare all'arcidiocesi di Bourges, poiché il papa rifiutò di confermare la sua nomina.
Il ritorno di Napoleone, nel marzo 1815, diede al vescovo de Beaumont nuove speranze: come primo elemosiniere dell'imperatore, fu chiamato (2 giugno 1815) a far parte della Camera dei pari, durante i Cento giorni, e fu lui che, alla cerimonia di Champ-de-Mai (il 1º giugno 1815), ricevette da Napoleone il giuramento di fedeltà alla nuova costituzione sui Vangeli.
Durante la seconda restaurazione, fu costretto a dimettersi (7 maggio 1817). Si stabilì poi a Parigi, dove visse fino al 1835, con una pensione di 12.000 franchi che il papa gli aveva assegnato. L'arcivescovo di Parigi gli diede l'estrema unzione e pronunciò l'elogio al suo funerale. De Beaumont fu anche nominato ufficiale della Legion d'onore.

## Genealogia episcopale
La genealogia episcopale è:
- Cardinale Scipione Rebiba
- Cardinale Giulio Antonio Santori
- Cardinale Girolamo Bernerio, O.P.
- Arcivescovo Galeazzo Sanvitale
- Cardinale Ludovico Ludovisi
- Cardinale Luigi Caetani
- Cardinale Ulderico Carpegna
- Cardinale Paluzzo Paluzzi Altieri degli Albertoni
- Papa Benedetto XIII
- Papa Benedetto XIV
- Papa Clemente XIII
- Cardinale Enrico Benedetto Stuart
- Arcivescovo Étienne de Paule de Fallot de Beaupré de Beaumont

## Stemma
| Stemma | Blasonatura |
| ------ | --- |
| \| \|  | Étienne de Paule de Fallot de Beaupré de Beaumont Vescovo di Piacenza e Arcivescovo eletto di Bourges, Conte dell'Impero francese D'azzurro, alla croce di Gerusalemme d'argento. Corona di conte. Supporto: due leoni |
|        | |